# Motokare no yuigon
Motokare no yuigon (元彼の遺言状? noto anche con il titolo internazionale Will of Ex-Boyfriend) è una serie televisiva giapponese del 2022, trasmessa su Fuji Television e tratta dal romanzo omonimo.

## Trama
Reiko Kenmochi è un avvocato con una brillante carriera all'interno di uno studio prestigioso, tuttavia non è spinta nel proprio lavoro da motivazioni etiche, bensì esclusivamente dal desiderio di ottenere per sé un maggiore profitto. Casualmente, viene a sapere che uno dei suoi ex-fidanzati, Eiji Morikawa, è stato ucciso; ancor più stranamente, l'uomo ha tuttavia lasciato nel suo testamento una clausola incredibile: tutti i suoi ingenti beni avrebbero dovuto essere destinati proprio al suo assassino. Reiko decide allora di mettersi d'accordo con l'uomo che le aveva parlato della morte di Eiji, Keitaro Shinoda, così da riuscire a riscuotere l'intera somma e potersela spartire: Reiko cerca così di rendere Keitaro l'assassino del suo ex.